# پیچاواران
پیچاواران (نام علمی: Dromioidea) نام یک بالاخانواده از فروراسته خرچنگ است.